# Diascia caitliniae
Diascia caitliniae är en flenörtsväxtart som beskrevs av K.E.Steiner. Diascia caitliniae ingår i släktet tvillingsporrar, och familjen flenörtsväxter. Inga underarter finns listade i Catalogue of Life.